# Velike Drage
Velike Drage – wieś w Chorwacji, w żupanii primorsko-gorskiej, w gminie Brod Moravice. W 2011 roku liczyła 28 mieszkańców.